# Valongo dos Azeites
Valongo dos Azeites é uma povoação portuguesa sede da Freguesia de Valongo dos Azeites do Município de São João da Pesqueira, freguesia com 4,48 km² de área e 220 habitantes (censo de 2021), tendo, por isso, uma densidade populacional de 49,1 hab./km².
Foi vila e sede de concelho, com apenas uma freguesia, até 1834. Tinha, em 1801, 142 habitantes. Pertenceu ao concelho de Trevões entre 1834 e 1855.

## Demografia
A população registada nos censos foi:
| Distribuição da População por Grupos Etários | Distribuição da População por Grupos Etários | Distribuição da População por Grupos Etários | Distribuição da População por Grupos Etários | Distribuição da População por Grupos Etários |
| -------------------------------------------- | -------------------------------------------- | -------------------------------------------- | -------------------------------------------- | -------------------------------------------- |
| Ano                                          | 0-14 Anos                                    | 15-24 Anos                                   | 25-64 Anos                                   | > 65 Anos                                    |
| 2001                                         | 49                                           | 46                                           | 119                                          | 48                                           |
| 2011                                         | 33                                           | 24                                           | 120                                          | 50                                           |
| 2021                                         | 26                                           | 26                                           | 109                                          | 59                                           |

## Património
- Igreja Paroquial de Valongo dos Azeites;
- Capela de São Luís;
- Capela de Nossa Senhora da Conceição.